# Ernst Hitzegrad
Ernst Hitzegrad, född 26 december 1889 i Fraustadt, död 14 december 1976, var en tysk officer och SS-Gruppenführer. Han innehade flera höga poster inom Ordnungspolizei (Orpo).

## Biografi
Hitzegrad stred i första världskriget och tjänstgjorde därefter i polisen i Köln. Han inträdde 1932 i NSDAP. Från 1936 till 1940 var han verksam vid Hauptamt Ordnungspolizei. I april 1940 utnämndes Hitzegrad till befälhavare för Ordnungspolizei (Befehlshaber der Ordnungspolizei, BdO) i Berlin. Han lämnade denna post 1942 för att bekläda motsvarande ämbete i Dresden. Mellan september 1943 och februari 1945 var Hitzegrad befälhavare för Ordnungspolizei i Prag i Riksprotektoratet Böhmen-Mähren. På begäran av Karl Hermann Frank, Högre SS- och polischef i Böhmen-Mähren, ersattes Hitzegrad av Paul Otto Geibel.
I andra världskrigets slutskede greps Hitzegrad av sovjetiska trupper och hamnade i krigsfångenskap. År 1950 utlämnades han till Tjeckoslovakien, där han året därpå dömdes till döden. Dödsstraffet omvandlades dock till livstids fängelse och 1955 fastställdes Hitzegrads straff till 25 års fängelse. Hitzegrads hustru bad i januari 1961 Konrad Adenauer att maken skulle friges i utbyte mot tjeckiska agenter. I december samma år frigavs Hitzegrad samt militärerna Richard Schmidt och Rudolf Toussaint mot två tjeckiska agenter. Uppgifter gör gällande att Hitzegrad efter sin frigivning spionerade för den tjeckoslovakiska säkerhetstjänsten StB:s räkning.

## Befordringar i SS
- Standartenführer: 1 juli 1938
- Oberführer: 9 november 1941
- Brigadeführer och generalmajor i polisen: 9 december 1941
- Gruppenführer och generallöjtnant i polisen: 30 januari 1944